# General Fiasco
I General Fiasco sono un gruppo indie rock dell'Irlanda del Nord. Il loro album di debutto, Buildings, è stato lanciato il 22 marzo 2011, mentre tra il 2008 e il 2011 hanno inciso sei singoli.

## Discografia

### Album in studio
- 2010 - Buildings
- 2012 - Unfaithfully Yours

### Singoli
- 2008 - "Rebal Get By"
- 2009 - "Something Sometime"
- 2009 - "We Are the Foolish"
- 2010 - "Ever So Shy"
- 2010 - "I'm Not Made of Eyes"
- 2011 - "The Age You Start Losing Friends"
- 2011 - "Waves"
- 2012 - "Don't You Ever"

## Formazione

### Formazione attuale
- Owen Strathern - voce, basso (2007-)
- Enda Strathern - voce, chitarra (2007-)
- Stephen Leacock - batteria, percussioni (2008-)
- Stuart Bell - chitarra, percussioni (2010-)

### Ex componenti
- Shane Davey - batteria (2007)